# Божидар Продановић
Божидар Божа Продановић (Прањани, 14. јул 1923 — Београд, 24. јануар 2006) био је српски академски сликар. Бавио се мозаиком, цртежом, сликарством и графиком.

## Биографија
Основну школу завршио је у Прањанима, а гимназију „Таковски устанак” у Горњем Милановцу 1942. године. Након тога дипломирао је сликарство на Факултету ликовних уметности Универзитета уметности у Београду у класи професора Мила Милуновића и Марка Челебоновића, а графику у класи Михајла С. Петрова. Затим је предавао у уметничкој школи у Пећи од 1950. до 1953. године, док је након тога постао и професор на матичном факултету где је радио до 1986. године.
Излагао је на преко педесет самосталних изложби као и на много групних попут Октобарског салона у Београду, Графике београдског круга, Тријенала ликовних уметности у Београду итд. Такође, учествовао је на 17. венецијанском бијеналу 1954. и 2. Медитеранском бијеналу у Александрији 1957. године. Добитник је низа награда – Октобарске награде Београда и Златне плакете УЛУС-а. Извео је неколико мозаика у јавним просторима у Београду, Пећи, Књажевцу, Горњем Милановцу (на оба спрата гимназије) и у другим градовима. Његови радови налазе се у разним музејима, галеријама и приватним колекцијама.
Преминуо је 24. јануара 2006. године.
О његовом животу и делу су Музеј рудничко-таковског краја у Горњем Милановцу и Уметничка галерија ,,Надежда Петровић“ написали монографију „Божидар Продановић – загонетност реалног призора“.

## Легати
Док у Чачку постоји Легат породице Божидара Продановића, у оквиру сталне поставке у Музеју рудничко-таковског краја у Горњем Милановцу такође се налази његов легат.
Милановачка музејска установа поседује уметничку заоставштину Продановића коју је он њој поклонио 1977. године. Реч је о 82 дела из његовог деценијама дугог бављења уметничком професијом. Поклонио је радове настале разним техникама (уље на платну, темпера, графика, акварел, цртеж, мозаик) који су начињени у периоду од 1939. до 1977. године. У оквиру уметничке збирке Музеја нарочито се истиче његов „Аутопортрет”, један од ранијих радова који је настао у периоду пре него што је реалистички концепт заменио лирско-експресионистичким. Поврх тога, Продановић је учествовањем на сликарским колонијама Музеју оставио још 13 радова насталих 1993. и 1994. године који данас сачињавају сталну поставку Музеја Другог српског устанка. Са друге стране, у библиотеци ове установе чувају се његови „Записи”, есеји о уметности, књиге и каталози. Поред тога, Милета Продановић, његов син и такође уметник, 2007. године поклонио је легату очеву кутију са уметничким прибором.

## Галерија
- Девојка са драперијом, темпера, 106×78 cm, 1974.
- Црква у Прањанима, бакропис, 27×40 cm, 1974.
- Мозаик у Прањанима поред ОШ „Иво Андрић”
- Мозаик у Прањанима поред ОШ „Иво Андрић”
- Мозаик у Прањанима поред ОШ „Иво Андрић”
- Мозаик у Прањанима поред ОШ „Иво Андрић”
- Мозаик у Прањанима поред ОШ „Иво Андрић”
- Мозаик у Прањанима поред ОШ „Иво Андрић”
- Мозаик у Прањанима поред ОШ „Иво Андрић”
- Мозаик у Прањанима поред ОШ „Иво Андрић”
- Таковски грм, бакропис, 29,5×39 cm, 1969.
- Рудник, акварел, 1977.
- Ентеријер, линорез у боји, 1963.
- Злочин II, дрворез у боји, 28,5×5 cm, 1963.
- Злочин I, дрворез у боји, 1963.
- Задружни дом у Прањанима, бакропис, 27×44 cm, 1974.
- Усамљена кућа, акварел, 25×35,5 cm, 1976.
- Срушена кућа у Горњем Милановцу, туш, 18×25 cm, 1945.
- Предео у јесен (Јесењи предео) II, темпера, 68×98 cm, 1973.
- Седећи акт, темпера, 80×110 cm, 1973.
- Играчица IV, сангвина, 48×33 cm, 1975.
- Предео код Рудника III, комбинована техника (пастел и акварел), 23,5×33 cm, 1973.
- Две дуње, темпера, 35×58 cm, 1976.
- Ентеријер на Косову, сито штампа, 37×50 cm, 1975.
- Два коња, бакропис, 22×30 cm, 1970.
- Чангаловић као Борис Годунов, темпера, 120×90 cm, 1973.
- Акт I, 56,5×36,5 cm, 1976.
- Београдска тврђава II, акварел, 16×23 cm, 1974.